# Hougang (metrostation)
Hougang is een metrostation van de metro van Singapore aan de North East Line.
- Virtual International Authority File: 134073598